# Analfabetisme funcional
L'analfabetisme funcional o illetrisme o il·letrisme és la incapacitat d'una persona per llegir, escriure i fer càlculs en situacions quotidianes. L'analfabetisme és la incapacitat total de llegir o escriure; un analfabet funcional sí que ha après a llegir o escriure, però o bé l'aprenentatge ha estat incomplet o bé la persona ha acabat oblidant el que havia après, de manera que té dificultats per entendre o redactar textos simples: sap descodificar les lletres i xifres, associar-les a un so i desxifrar l'escrit, però té problemes greus de comprensió. A diferència de l'analfabetisme pur, en el cas del funcional no hi ha un criteri unànime per a determinar-lo i es parla de graus d'incidència o de nivells de comprensió de la lectura.

## Característiques
Una persona analfabeta no sap llegir ni escriure. Un analfabet funcional, en canvi, ho pot fer fins a un cert punt, amb un grau variable de correcció i estil. Un adult que sigui analfabet funcional no sabrà resoldre d'una manera adequada tasques necessàries en la vida quotidiana com ara emplenar una sol·licitud per a un lloc de treball, entendre un contracte, seguir unes instruccions escrites, llegir un article de diari, interpretar els senyals de trànsit, consultar un diccionari o entendre un fullet amb els horaris de l'autobús.
L'analfabetisme funcional també limita greument la interacció de la persona amb les tecnologies de la informació i la comunicació (TIC), ja que li dificulta fer servir un ordinador personal, treballar amb un processador de textos o amb un full de càlcul i utilitzar un navegador web o un telèfon mòbil de manera eficient.

## Relació amb la pobresa i la delinqüència
L'analfabetisme funcional pot comportar intimidació social, riscos sanitaris, estrès, baixos ingressos i altres impediments associats a la manca de coneixements de les persones funcionalment analfabetes.
La relació entre la delinqüència i l'analfabetisme funcional és ben coneguda pels criminalistes i sociòlegs d'arreu del món. A principis de la dècada del 2000 s'estimava que, als EUA, el 60 per cent dels adults tancats en presons federals i estatals eren analfabets funcionals o marginals, i que el 85 per cent dels delinqüents juvenils tenien problemes associats amb la lectoescriptura i les operacions matemàtiques més bàsiques.

## Analfabetisme funcional al món occidental
Segons l'Estudi internacional sobre alfabetització d'adults de la UNESCO, publicat a mitjan anys noranta, un mínim del 25 per cent de la població adulta de dotze països industrialitzats (Alemanya, Bèlgica, Àustria, el Canadà, els Estats Units d'Amèrica, Irlanda, Nova Zelanda, els Països Baixos, Polònia, el Regne Unit, Suècia i Suïssa) no tenien el nivell d'aptitud necessari en les competències bàsiques de lectura i escriptura en 12 nacions per fer front a les exigències de la vida quotidiana i laboral dels Estats membres de l'Organització per la Cooperació i el Desenvolupament Econòmic (OCDE). Segons l'Institut Nacional d'Estadística francès, en aquest país l'analfabetisme funcional afecta un 9 per cent de la població, amb un percentatge més elevat entre la població rural i la immigrant.